# NGC 3177
NGC 3177 is een spiraalvormig sterrenstelsel in het sterrenbeeld Leeuw. Het hemelobject werd op 12 maart 1784 ontdekt door de Duits-Britse astronoom William Herschel.

## Synoniemen
- UGC 5544
- MCG 4-24-23
- ZWG 123.32
- IRAS10138+2122
- PGC 30010